# Ole Ishøy
Ole Ishøy (16. juni 1934 – 17. juni 1985) var en dansk skuespiller

## Film
- Far til fire og onkel Sofus (1957)
- Gymnasiepigen (1960)
- Sømand i knibe (1960)
- Sorte Shara (1961)
- Ekko af et skud (1970)
- Far til fire i højt humør (1971)
- Takt og tone i himmelsengen (1972)
- Mig og Mafiaen (1973)
- Jeppe på bjerget (film) (1981)